# Развой на ят в хърватски
Развоят на гласната ят в хърватски се изразява в следното:
1. промяна на праславянската гласна *ě в затворено e, която настъпва в първия период от развитието на хърватския език, 10-11 век,
2. развитие на затворената гласна ẹ, наследила ě, в i, je, ije или e, като рефлексите (резултатите от промяната) в различните хърватски диалекти са различни. Тази промяна протича в периода от 13 до 15 век.

## Монофтонгичен рефлекс на ят в хърватски
Първоначално фонетичната стойност на *ě в диалектите, от които произлиза хърватския език, била затворено e, т.е. според артикулацията си се намирало между гласните i и e. Във вокалната система на щокавския и чакавския диалект тази фонема не е имала съответствие сред гласните от заден ред, поради което стремежът към артикулационна симетричност на вокалната система води до уеднаквяването на тази гласна с друга, която е най-близка по място на артикулация.
В повечето кайкавски говори тази фонема има свое съответствие сред гласните от заден ред – затворено о, рефлекс от ǫ и сричкотворно l, поради което се запазва във вокалната система и се уеднаквява с рефлекса на еровите гласни. По този начин в кайкавската вокална система съществува симетрия на предните и задните затворени гласни: ẹ (<ě и ь) и ọ (<ǫ и ḷ).
В чакавските говори има различни рефлекси на ě, според които те се разделят в общи линии на три:
- икавски (предимно южночакавски), в които ě > i
- екавски (предимно северночакавски), в които ě > e, и
- смесени, икавско-екавски (средночакавски), в които ě > e или i, в зависимост от следващите фонеми: напр. tilo (тяло), но telesa (родителен падеж единствено число)
- изключение сред чакавските говори прави ластовският с дифтонгичен рефлекс на ě > je.

## Дифтонгичен рефлекс на ят в хърватски
Най-сложен развой гласната ě претърпява в щокавските иекавски говори, които са в основата на съвременния хърватски книжовен език. Именно това е основен проблем на хърватския правоговор и правопис.
Към края на среднохърватския период (в края на 14 и началото на 15 век) в тези щокавски говори от ẹ (затворено e) се развива дифтонг ie в дългите и в кратките срички. Мястото му в системата е нестабилно, както и на предшественика му, поради което се стреми към дефонологизация, т.е. обособяване на отделните елементи на дифтонга в самостоятелни фонеми:
- краткият дифтонг преминава в двуфонемна група je, а
- дългият дифтонг преминава в трифонемна група ije.

Този процес обаче не е завършен все още в някои щокавски иекавски говори. Завършен е само в онези говори, които са послужили като норма за кодификация на стандартния хърватски език.

### Изговор на рефлекса на ят в хърватския книжовен език
Носителите на хърватския книжовен език не усвояват напълно двусричния изговор на рефлекса на дългото ě. Изговорът му е предимно едносричен, както в западнощокавските иекавски говори, станали основа на иекавския тип хърватски езиков стандарт от средата на 18 век. Преди това икавският тип изговор на новощокавските говори бил много по-разпространен като книжовна норма в Хърватска, но впоследствие иекавският напълно го изместил.
В съвременния хърватски книжовен език съществува разлика между установената (кодифицирана) правописна норма на рефлексите на ě и изговорната норма, напр. lijep се изговаря [liêp].

### Вторичен икавски и екавски рефлекс
Дефонологизацията на двуфонемния рефлекс на ě в някои случаи предизвиква асимилация в рамките на самия дифтонг ie:
- ако първата част асимилира втората, възниква вторичен икавски рефлекс, а
- ако втората част асимилира първата, възниква вторичен екавски рефлекс.

По този начин възникват вторични икавски и екавски изговори. Повечето от щокавските икавски говори са секундарни, а от екавските говори такива са някои говори в Славония – по поречията на реките Сава и Драва. Те имат общ произход с щокавските йекавски изговори.

## Дължина на сричката и рефлекс на ят
В иекавските говори рефлексът на ě още от самото начало зависел от дължината на сричката. В съвременния хърватски книжовен език
- на мястото на дългата гласна ят по правило има рефлекс ije (който в изговорната норма се реализира едносрично), напр: mlijeko (мляко), snijeg (сняг), brijeg (бряг) и т.н., а
- на мястото на кратката гласна ят има рефлекс je, напр.: vjera (вяра), djed (дядо), djeca (деца), mjesto (място) и т.н.

Съществуват и някои ограничения:
- пред j и o < l рефлексът на ě е кратко i, напр.: smijati se (< smějati sę), grijati (< grějati), bijaše (< bějaše), htio (< hъtělъ), но htjela. Тук има и няколко изключения като jeo, sjeo и др.
- краткото je < ě след група съгласни, от които последната е r, дава рефлекс e, напр.: brijeg, но bregovi, grijeh, но grehota и т.н.

При по-късно удължаване на сричка, съдържаща рефлекс на стара кратка гласна ě поради фонетични, словообразувателни и морфологични причини, рефлексът остава непроменен, напр.: ponèdeljak – ponèdjēlka, dȅlo – djêla и т.н.
В падежните окончания на мястото на ě винаги има i, но това вероятно е последица от уеднаквяване на формите за меките и твърдите склонения.

## Редувания на рефлекси на ят
В съвременния хърватски език сричките с рефлекс на ě разпознаваме по редуванията, които зависят от дължината на сричката и от други (споменати по-горе) фактори:
- ije: je: cvijet – cvjetovi
- ije: e: brijeg – bregovi
- ije: ø: prodrijeti – prodrt
- ije: i: dijela – dio
- je: i: htjela – htio
- je: ije: sjeći – siječem
- e: ije: prepisati – prijepis
- i: ije: liti – lijevati